# Scarlino
Scarlino är en ort och kommun i provinsen Grosseto i regionen Toscana i Italien. Kommunen hade 3 916 invånare (2018).